# John Barleycorn Must Die
John Barleycorn Must Die è un album della band progressive rock inglese Traffic, pubblicato nel 1970.

## Il disco
Come anche gli altri album del gruppo, fonde differenti generi musicali: rock, folk, jazz, e progressive, ma rispetto ai precedenti viene tralasciata la componente psichedelica a vantaggio di un suono più corposo, diretto oltre che professionale.
Originariamente il lavoro era stato progettato come il primo disco solista di Winwood e avrebbe dovuto intitolarsi Mad Shadows, infatti questi riuscì a realizzare Stranger to Himself suonando da solo tutte le parti strumentali. Successivamente per incidere Every Mother's Son venne coinvolto Jim Capaldi, quindi di comune accordo Winwood e il capo della Island Records Chris Blackwell decisero di invitare Wood ad unirsi agli ex compagni per completare le registrazioni. Alla fine fu stabilito di pubblicare l'album come opera dei Traffic, e di fatto questo diventò la prima uscita discografica della nuova fase della loro carriera, dopo più di un anno dal loro primo scioglimento. Se agli esordi il gruppo aveva realizzato prevalentemente brani rispettosi della forma canzone standard (3-4 minuti di durata) cercando di trasformarli in hit da classifica (con l'importante eccezione della celebre Dear Mr. Fantasy), in questo lavoro quattro composizioni superano i sei minuti di lunghezza, rendendo in pratica la musica dei tre consona all'imperante "formato album" dei primi anni settanta. I Traffic, evolvendosi dalla tipologia jam session, che era stata parte del loro stile esecutivo all'epoca della loro prima separazione (1968), andarono nella direzione di un maggior spazio concesso alle parti strumentali, avvicinandosi così al jazz rock. I loro sforzi creativi furono ripagati: John Barleycorn Must Die divenne il loro primo disco d'oro.
L'album si apre con lo strumentale ritmato Glad dove pianoforte e sassofono hanno un ruolo di forza trainante; sul finale il brano rallenta e si apre a soluzioni armoniche più ariose. Segue la sofferente Freedom Rider dove la voce di Winwood è decisamente protagonista e ben spalleggiata dall'elegante flauto di Wood, oltre che dall'essenziale ma impeccabile ritmica di Capaldi. Empty Pages conclude l'originale lato A del disco, a detta di alcuni critici la parte migliore dell'opera, con un ritorno a sonorità soul, decisamente una delle vette della vocalità black di Winwood. Stranger to Himself è un brano dalle influenze Southern rock, alternate a sonorità jazzistiche e suggellato da un assolo di chitarra distorta tipicamente rock blues.
John Barleycorn in origine è una celebre ballata appartenente al folclore inglese, in cui il protagonista rappresenta la personificazione del whisky e dell'alcolismo; qui Winwood costruisce un arrangiamento chitarristico d'ispirazione barocca accompagnato da sommessi interventi di flauto. Every Mother's Son chiude la versione originale dell'album: si tratta di una intensa composizione di matrice blues, il cui riff principale è eseguito da una chitarra dal suono quasi gemente con accompagnamento d'organo in sottofondo, il quale nel finale diviene protagonista di un assolo in crescendo, fino al recupero del tema iniziale.
Nel 1999 l'album è stato ripubblicato in un'edizione espansa che ai brani citati aggiunge due bonus track di studio I Just Want You To Know e Sittin' Here Thinkin' Of My Love, risalenti al periodo in cui Winwood progettava di incidere un album solista; sebbene siano firmate Capaldi-Winwood, non è chiaro se Winwood abbia mai collaborato alla stesura. Le bonus track live erano originariamente il lato A di un previsto album dal vivo registrato nel 1970, che non è mai stato pubblicato nella sua interezza: infatti il lato B è rimasto ancora inedito.

## Tracce

### LP originale (1970)

#### Lato A
1. "Glad" (Winwood) – 6:30
2. "Freedom Rider" (Winwood/Capaldi) – 6:02
3. "Empty Pages" (Winwood/Capaldi) – 4:45

#### Lato B
1. "Stranger To Himself" (Winwood/Capaldi) – 4:05
2. "John Barleycorn" (traditional-arr. Winwood) – 6:20
3. "Every Mother's Son" (Winwood/Capaldi) – 7:05

### Ristampa (1999)
1. "Glad" (Winwood) – 6:59
2. "Freedom Rider" (Capaldi/Winwood) – 5:30
3. "Empty Pages" (Capaldi/Winwood) – 4:34
4. "I Just Want You to Know" (Capaldi/Winwood) – 1:30
5. "Stranger to Himself" (Capaldi/Winwood) – 3:57
6. "John Barleycorn" (Traditional/Winwood) – 6:27
7. "Every Mother's Son" (Capaldi/Winwood) – 7:08
8. "Sittin' Here Thinkin' of My Love" (Capaldi/Winwood) – 3:33
9. "Backstage and Introduction" (live) (Capaldi/Winwood) – 1:50
10. "Who Knows What Tomorrow May Bring" (live) (Capaldi/Winwood/Wood) – 6:56
11. "Glad" (live) (Winwood) – 11:29

## Formazione
- Steve Winwood - tastiere, chitarre, strumenti assortiti e voce solista;
- Jim Capaldi - batteria e voce;
- Chris Wood - flauto, sassofoni;

## Inserimento in varie colonne sonore
- La canzone Freedom Rider figura nel commento musicale del film Verdetto finale con James Woods, precisamente durante una scena all'interno di un ristorante.
- Il brano John Barleycorn fa parte della colonna sonora del film Nirvana di Gabriele Salvatores.